# Auxa
Auxa is een kevergeslacht uit de familie van de boktorren (Cerambycidae). De wetenschappelijke naam van het geslacht werd voor het eerst geldig gepubliceerd in 1860 door Pascoe.

## Soorten
Auxa omvat de volgende soorten:
- Auxa armata (Coquerel, 1851)
- Auxa basirufipennis Breuning, 1980
- Auxa bimaculipennis Breuning, 1957
- Auxa divaricata (Coquerel, 1851)
- Auxa dorsata (Fairmaire, 1902)
- Auxa fuscolineata Breuning, 1957
- Auxa gibbicollis Fairmaire, 1902
- Auxa griveaudi Breuning, 1980
- Auxa lineolata Fairmaire, 1897
- Auxa longidens Breuning, 1957
- Auxa mediofasciata Breuning, 1940
- Auxa mimodivaricata Breuning, 1980
- Auxa nigritarsis Breuning, 1957
- Auxa obliquata Breuning, 1939
- Auxa paragibbicollis Breuning, 1976
- Auxa parvidens Fairmaire, 1897
- Auxa pauliani Breuning, 1957
- Auxa perroti Breuning, 1957
- Auxa pulchra Breuning, 1966
- Auxa rufoflava Breuning, 1971
- Auxa scriptidorsis Fairmaire, 1897
- Auxa sericea Breuning, 1957
- Auxa subdivaricata Breuning, 1957
- Auxa subobliquata Breuning, 1957
- Auxa subtruncata Breuning, 1966
- Auxa unicolor Breuning, 1940
- Auxa vadoni Breuning, 1957